# Philippe II Chifflet
Philippe Chifflet (Besançon, 10 mei 1597 – Brussel, 11 januari 1657) was een theoloog, cisterciënzer abt en auteur uit de geleerde familie Chifflet. Als kapelaan en aalmoezenier was hij een belangrijk figuur aan het hof van Brussel.

## Leven

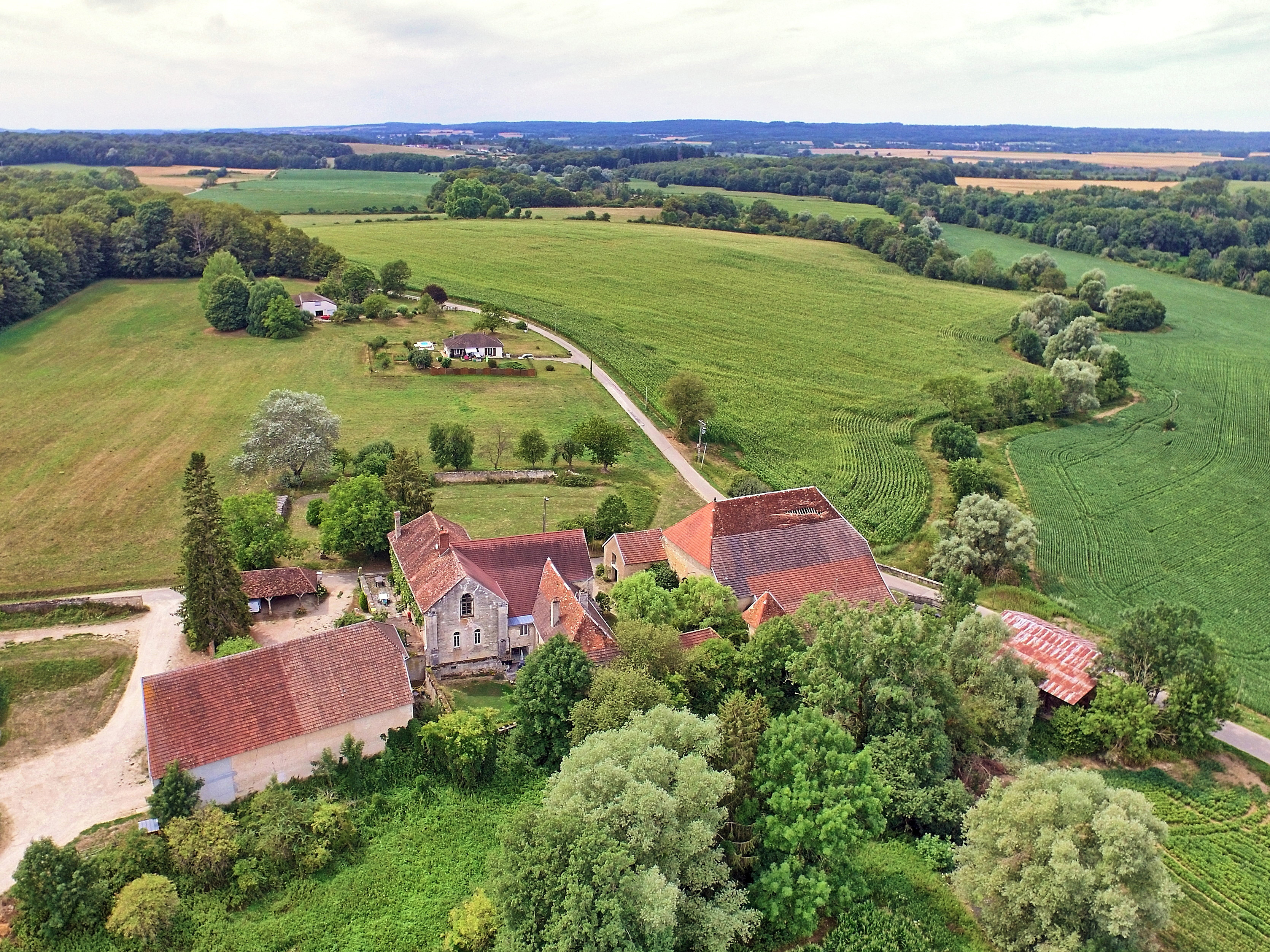
Het voormalige klooster Bellefontaine in Emagny, waar Chifflet prior was

Philippe was het achtste kind van de arts Jean Chifflet en Marguerite Poutier. Hij studeerde tot 1621 aan de Universiteit van Leuven, waar hij inwonend student was bij Erycius Puteanus. Op voorspraak van François III de Rye verkreeg hij in mei 1624 een aanstelling aan het hof van Brussel als kapelaan van het oratorium van aartshertogin Isabella en kardinaal-infant Ferdinand. Zijn broer Jean-Jacques Chifflet, die zich ook in Brussel had gevestigd, diende dit vorstelijke duo als lijfarts.
In 1628 werd Chifflet kanunnik in de kathedraal van Besançon en vicaris-generaal van het aartsbisdom Besançon. Isabella plaatste hem ook aan het hoofd van de priorij Bellefontaine () en in 1639 werd hij abt van de cisterciënzer gemeenschap van Balerne (), wat hem toeliet de contrareformatorische Mariacultus te verspreiden in Bourgondië. Zijn vriend Puteanus – met wie hij intens correspondeerde – wijdde het boek Diva Virgo Bellifontana in Sequanis (1631) aan een lof van Chifflet en de mirakels van Bellefontaine. In 1640 publiceerde Chifflet een fraaie en zeer succesvolle editie van de decreten van het Concilie van Trente, in samenwerking met de Antwerpse uitgever-drukker Balthasar I Moretus. Hij keerde terug naar de Spaanse Nederlanden om tweede aalmoezenier te worden van landvoogd Leopold Willem van Oostenrijk (1649) en daarna van diens opvolger Juan José (1656). Kort voor zijn dood werd hij nog bisschop van Saint-Omer.

## Publicaties
- Histoire du prieuré de Nostre-Dame de Bellefontaine au comté de Bourgongne, 1631
- Dévotion aux sainctes âmes du Purgatoire, 1635
- Sacrosancti et œcvmenici concilii Tridentini Paulo III. Julio III. et Pio IV. pontificibus maximis celebrati canones et decreta, 1640
- L'Imitation de Jésus-Christ communément attribuée à Thomas a Kempis, chanoine régulier, 1644 (vertaling van De imitatione Christi)

## Handschriften
- Journal historique, Bibliothèque municipale de Besançon, Collection Chifflet, ms. 96
- Diaire des choses arrivées à la cour de Bruxelles, depuis la fin de l'an 1633 aprés la mort de l'infante Isabel, jusques à l'an 1636, Bibliothèque municipale de Besançon, Collection Chifflet, ms. 179

## Briefwisseling
Philippe Chifflet was een actief lid van de Republiek der Letteren en correspondeerde over diverse onderwerpen met zijn geleerde vrienden. Een deel van deze briefwisseling is uitgegeven:
- Auguste Castan en Paul Henrard, Mathieu de Morgues et Philippe Chifflet, Brussel, F. Hayez, 1885
- Paul Henrard, "La correspondance de Philippe Chifflet et de Balthazar Moretus I" in: Annales de l'Académie d'Archéologie, 1885, p. 319-366
- Albéric de Truchis de Varennes, Les Chifflet à l'imprimerie plantinienne. Trente-cinq lettres de leur correspondance avec les Moretus et le catalogue de leurs ouvrages édités à cette célèbre imprimerie in: Bulletin trimestriel de l'Académie de Besançon, 1908, p. 352-424
- Bernard de Meester de Ravestein, Lettres de Philippe et de Jean-Jacques Chifflet sur les affaires des Pays-Bas (1627-1639), Brussel, Palais des Académies, 1943

## Voetnoten
1. ↑  Birgit Houben, "'Vous estez les premiers vassaux que j'aye et que j'aime le plus': Burgundians in the Brussels courts of the widowed Isabella and of the Cardinal-Infant don Ferdinand (1621-1641)" in: A Constellation of Courts. The Courts and Households of Habsburg Europe, 1555–1665, eds. René Vermeir, Dries Raeymaekers en José Eloy Hortal Muñoz, 2021, p. 232. DOI:10.2307/j.ctt14jxsxk

- Biblioteca Nacional de España: XX1230561
- Bibliothèque nationale de France: cb12248021h (data)
- Gemeinsame Normdatei: 124631177
- International Standard Name Identifier: 0000 0004 5302 5092
- Library of Congress Control Number: n83165574
- Nationale Bibliotheek van Tsjechië: xx0082072
- Nationale bibliotheek van Australië: 61539482
- Nationale Bibliotheek van Israël: 987007276108105171
- Nederlandse Thesaurus van Auteursnamen: 073210323
- Système universitaire de documentation: 03122296X
- Virtual International Authority File: 216930393
- WorldCat: E39PBJtMmMbH7xVbT93wK87yh3